# كفر حسن ندا
قرية كفر حسن ندا هي إحدى القرى التابعة لمركز منيا القمح في محافظة الشرقية في جمهورية مصر العربية. حسب إحصاءات سنة 2006، بلغ إجمالي السكان في كفر حسن ندا 1690 نسمة، منهم 902 رجل و788 امرأة.